# Mistrzostwa Świata w Kajakarstwie Górskim 1953
3. Mistrzostwa świata w kajakarstwie górskim odbyły się w dniach 25–26 lipca 1953 we włoskim Merano. Zawodnicy rywalizowali ze sobą w ośmiu konkurencjach: czterech indywidualnych i czterech drużynowych.

## Końcowa klasyfikacja medalowa
| Miejsce | Państwo        | Złoto | Srebro | Brąz | Razem |
| ------- | -------------- | ----- | ------ | ---- | ----- |
| 1       | Czechosłowacja | 2     | 2      | 3    | 7     |
| 2       | Szwajcaria     | 2     | 2      | 0    | 4     |
| 3       | Austria        | 2     | 1      | 1    | 4     |
| 4       | Francja        | 1     | 0      | 2    | 3     |
| 5       | RFN            | 1     | 0      | 1    | 2     |
| 6       | NRD            | 0     | 3      | 0    | 3     |
| 7       | Jugosławia     | 0     | 0      | 1    | 1     |

## Medaliści
| Konkurencja:           | Złoto: | Srebro: | Brąz:                                                                                                  |
| C-1 mężczyzn           | Charles Dussuet                                                                                            | Václav Nič | Vladimír Jirásek                                                                                       |
| C-1 drużynowo mężczyzn | Czechosłowacja · Vladimír Jirásek · Jan Šulc · Stanislav Jánský                                            | Szwajcaria · Jean-Paul Rössinger · Roland Bardet · Charles Dussuet                                             | Francja · Jacques Marsigny · Jacques Velard · Pierre Biehler                                           |
| C-2 mężczyzn           | Szwajcaria · Charles Dussuet · Jean Engler                                                                 | Czechosłowacja · Václav Nič · Jan Šulc                                                                         | Francja · Pierre d'Alençon · Jean-Luc Houssaye                                                         |
| C-2 drużynowo mężczyzn | Francja · Claude Neveu i Roger Paris · Pierre d'Alençon i Jean-Luc Houssaye · René Gavinet i Simon Gavinet | Szwajcaria · Jean-Paul Rössinger i R. Junod · Pierre Rössinger i Pierre Dufour · Charles Dussuet i Jean Engler | Czechosłowacja · Jiří Hradil i Josef Hendrych · Václav Havel i Jiří Pecka · Miroslav Čihák i Jan Pecka |
| K-1 mężczyzn           | Walter Kirschbaum                                                                                          | Rudolf Sausgruber                                                                                              | Milan Zadel                                                                                            |
| K-1 drużynowo mężczyzn | Austria · Franz Grafetsberger · Hans Herbist · Rudolf Sausgruber                                           | NRD · Dieter Frank · Helmuth Setzkorn · Hilmar Pawliczek                                                       | RFN · Karl Bruns · Karl Rath · Günter Deuble                                                           |
| K-1 kobiet             | Fritzi Schwingl                                                                                            | Eva Setzkorn                                                                                                   | Dana Martanová                                                                                         |
| K-1 drużynowo kobiet   | Czechosłowacja · Jaroslava Havlová · Dana Martanová · Květa Havlová                                        | NRD · Anneliese Borwitz · Eveline Pawliczek · Eva Setzkorn                                                     | Austria · Ulrike Werner · Gertrude Will · Fritzi Schwingl                                              |